# Stobnica (Grande-Pologne)
Pour les articles homonymes, voir Stobnica.
Stobnica (prononciation : [stɔbˈnit͡sa], en allemand : Stonebau) est un village polonais de la gmina d'Oborniki dans le powiat d'Oborniki de la voïvodie de Grande-Pologne dans le centre-ouest de la Pologne.
Il se situe à environ 16 kilomètres au nord-ouest d'Oborniki (siège de la gmina et du powiat), et à 41 kilomètres au nord-ouest de Poznań (capitale de la Grande-Pologne).

## Histoire
De 1975 à 1998, le village faisait partie du territoire de la voïvodie de Poznań.

Depuis 1999, Stobnica est situé dans la voïvodie de Grande-Pologne.
Le village possède une population de 129 habitants en 2009.
La construction d'un château a débuté en 2015 aux abords du village, et à cause de son emplacement dans une zone Natura 2000, des poursuites ont été engagées avant d'être abandonnées en 2022.

Le Château de Stobnica
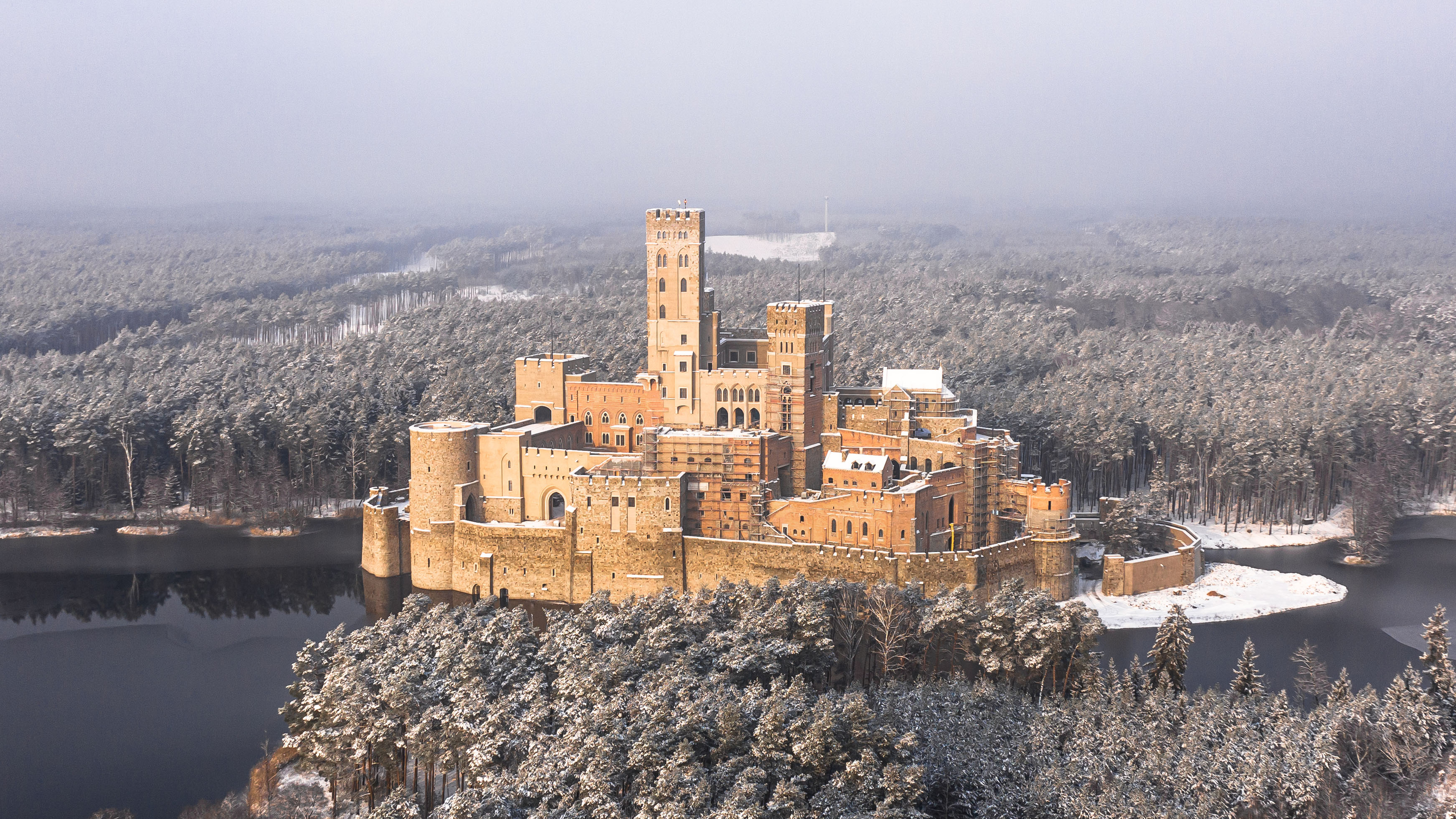
Le château en hiver.
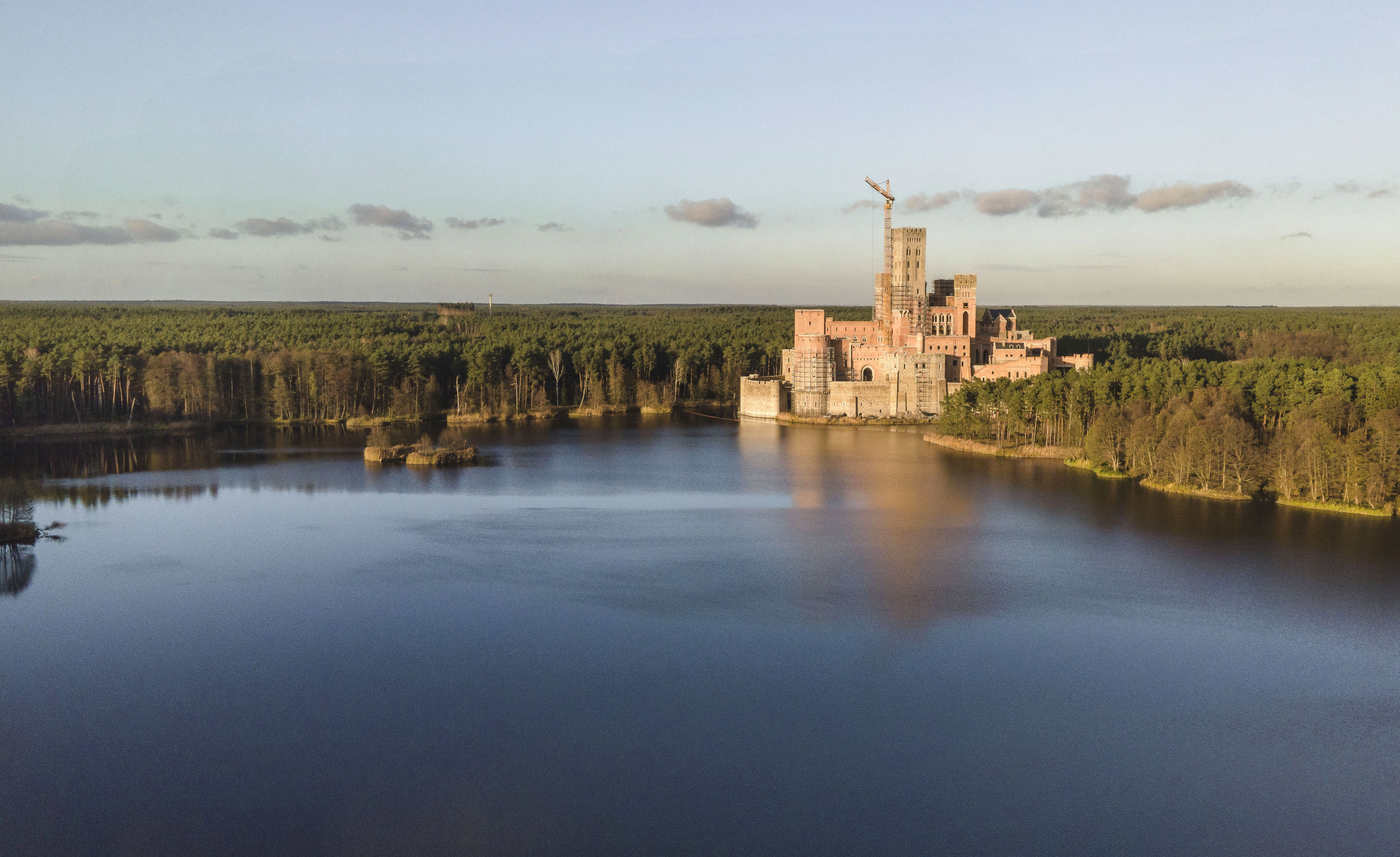
le château depuis la rive sud du lac
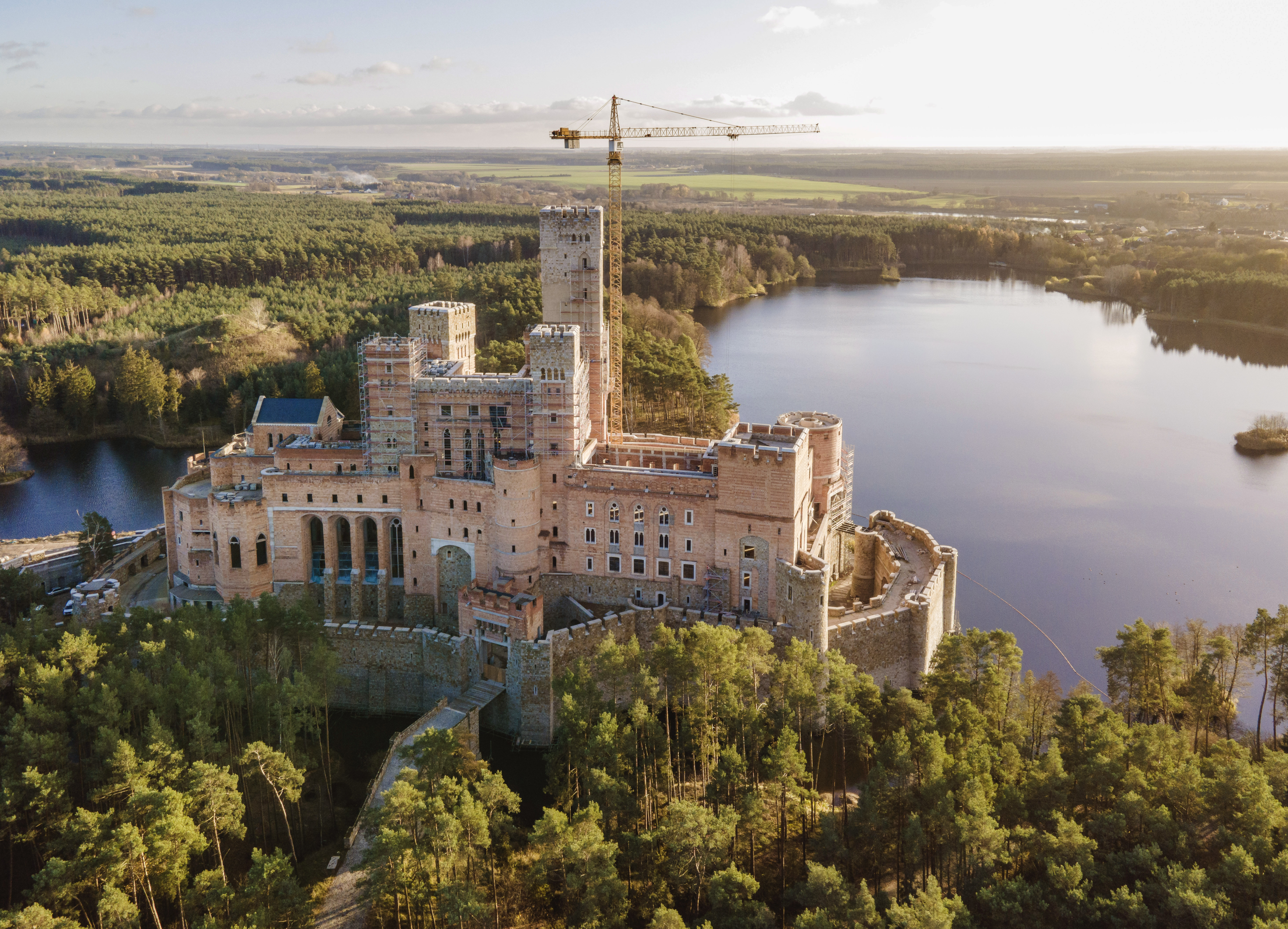
Le château face nord en 2020.